# Les Secrets de M. Synthèse
Les Secrets de M. Synthèse ist ein 1888 von dem französischen Schriftsteller Louis Boussenard (1847–1910) verfasster Abenteuerroman. Er besteht aus vier Teilen, der letzte wurde auch unter dem Titel Dix mille ans dans un Bloc de Glace veröffentlicht.

## Handlung
Monsieur Synthèse ist ein international renommierter, schwedischer Wissenschaftler. Er wird vom Polizeichef von Le Havre überwacht, denn er schließt sich Tag und Nacht in sein Labor ein und isst und schläft nicht. Außerdem suspekt ist seine Bestellung von 500 Taucheranzügen.
Nach einigen Recherchen findet er heraus, dass das einzige Lebensziel Synthèses ist, eine Korrespondenz zwischen der Erde und den Marsbewohnern herzustellen, die ihm zufolge bereits Signale sandten, welche aber niemand außer ihm bemerkt haben soll. Die Kommunikation kann jedoch aufgrund der fehlenden technischen Mittel seiner Zeit nicht funktionieren, deshalb will er die Umlaufbahn der Erde verändern, um sie dem Mars anzunähern. Er will 1,5 Milliarden Erdbewohner dazu gebrauchen, Berge zu versetzen, um die Form der Erde zu verändern, damit sie von ihrer Achse abweicht. Um dies zu erreichen, will er alle Länder der Erde kaufen, um ihr Eigentümer zu werden.
Seine beiden engsten Mitarbeiter sind Alexis Pharmaque, ein ehemaliger Professor und gegenwärtig Chemiker in seinem Labor, und Arthur Roger-Adams, Biologe und Zoologe.
Alles, was für das Leben auf dem veränderten Planeten benötigt wird, stellt Synthèse in seinem Labor künstlich her. Um nicht schlafen zu müssen, hypnotisiert er sich. Dies erklärt seinen ununterbrochenen Aufenthalt im Labor. Die Taucheranzüge braucht er, um einen unberührten, künstlichen Boden zu erschaffen und diesen vom Meeresgrund auftauchen zu lassen.
Das Ziel Synthèses ist es, auf der neuen Erde eine Schnellversion der Evolution bis zum gegenwärtig existierenden Menschen nachzuvollziehen. Er will aus einer organischen Zelle einen künstlichen Menschen schaffen und diesen mit seiner Enkelin Anna verheiraten. Sie ist sein einziger Nachkomme, und das Ziel seines „Großen Werkes“ ist daher, einen perfekten Mann für sie zu erschaffen, den er durch Hypnose mit den besten seelischen Eigenschaften ausstatten will.
M. Synthèse reist also mit seiner Enkelin, seinen Mitarbeitern und Hunderten von Arbeitern von Le Havre ab. Vier Schiffe, jedes anders beladen, begleiten sie: Die Indus transportiert Zementsäcke, die Godavéri chemische Produkte, die Gange Kassen und die Anna Taucheranzüge. Außerdem werden Kanonen und Nahrung mitgeführt.
Im Korallenmeer zwischen Australien und Neuguinea tauchen Arbeiter ab, um im Atoll Magnesiumsalze auszugießen, damit die Korallen Kalk produzieren und das Korallenriff in nur 60 Tagen bis an die Meeresoberfläche reicht. Bald sinkt der Wasserspiegel des Beckens und das Riff steht im Freien. M. Synthèse ebnet es und schafft eine Atmosphäre, die die Evolution ermöglicht.
M. Arthur taucht mit Synthèse 5.000 Meter in das Meer hinab, wo er die organische Zelle finden will. Als die Besatzung die beiden Männer hinaufziehen will, stellt sie fest, dass das Kabel, an dem die beiden festgemacht waren, durchgeschnitten wurde. Synthèse und Arthur können sich jedoch retten und das Projekt fortsetzen. Das am Atoll gesammelte Wasser wird transferiert und die Wissenschaftler stellen eine Entwicklung der Bakterien fest – die Evolution hat also begonnen.
Aufgrund von Annas Krankheit fährt sie mit Christian, einem vertrauten Kapitän Synthèses, auf den Schiffen Godavéri und Indus nach Europa zurück. Auf dem Weg wollen sie 600 chinesische Arbeiter in ihrer Heimat absetzen. Während eines Zwischenhalts auf der Booby-Insel erzählen dem Kapitän drei Schiffbrüchige, dass ihr Schiff, die Tagal, untergegangen sei, worauf er sie an Bord der Indus mitnimmt.
Eines Nachts hört der Kapitän Schüsse aus der Richtung der Indus. Dann bricht plötzlich Feuer auf der Godavéri aus – Mineralöl brennt. Da er dieses aber nicht geladen hatte, muss es bei dem Zwischenstopp eingeschmuggelt worden sein. Sodann zertrümmert eine Kugel aus der Kanone der Indus den Schornstein der Godavéri.
Auf der Indus passierte Folgendes: Der ehemalige Kapitän der Tagal überlistete die Leitung der Indus. Er und seine Komplizen führen nun die 600 Lohnarbeiter an, die auf dem Schiff sind. Die Rebellen töten die Mannschaft, feuern eine Kanonenkugel in Richtung der Godavéri und fahren davon.
Auf dem Atoll hingegen läuft alles nach Plan. Christian wird vom holländischen Kapitän Cornelis Van Schouten vertreten. Die Entwicklung des Lebens auf der Erde entspricht genau den natürlichen Vorgängen. Gastrula, das erste Lebewesen mit einem Urtyp der Verdauungsorgane und spezialisierten Zellen, hat sich bereits entwickelt.
Währenddessen gelingt es Christian, die Flammen zu löschen und weiter in Richtung Singapur zu fahren, als ein Taifun aufzieht und die Godavéri zwischen zwei Felsen stecken bleibt. Christian und Anna retten sich an eine Flussmündung und kommen erst drei Monate später wieder zum Atoll.
Dort sind bereits erste Würmer und höher entwickelte Lebewesen aufgetaucht. Der Zoologe Roger-Adams beschließt daraufhin, eine geologische Expedition durchzuführen. Pharmaque dagegen muss auf dem Atoll bleiben. Als er in diesen hinuntertaucht, wird er von einem Hai angegriffen. Er fragt sich, ob eine solch rasante Evolution im Atoll überhaupt möglich sei oder ob der Amphioxus und der Hai während des Sturms von einer Welle unter die Kuppel gespült worden seien. Einige Zeit später entdeckt er Amphibien verschiedener Art – die ersten Bewohner der Ur-Erde M. Synthèses.
Plötzlich bricht unter dem Schiff Gange auf dem Meeresboden ein Vulkan aus, sodass das Schiff in der herausquellenden Lava erstarrt. Nach dem Ausbruch formt sich um das Atoll ein Ring aus Felsen, sodass nun auch die Anna, das einzige intakte Schiff, feststeckt.
Unter den Mitgliedern der Mannschaft Synthèses befindet sich inkognito ein verarmter Hindu-Prinz, der M. Synthèse insgeheim für sein Scheitern beschuldigt. Er möchte sich an Synthèse rächen, hat sich aber in Anna verliebt. Er schnitt die Kabel der Taupe-Marine durch, um Synthèse zu töten (was ihm aber misslang), und wartet nun auf Christian und Anna, um Christian zu töten und sich Annas zu bemächtigen. Bei der geologischen Exkursion von Roger-Adams und Kapitän Van Schouten ist er mit an Bord. Sie handeln folgenden Plan aus: Der Hindu soll den in der Mikrowelt von Synthèse erschaffenen Menschen spielen und dann Anna heiraten. Dafür muss er Roger-Adams und dem Kapitän einen Teil der Reichtümer Synthèses beschaffen.
M. Synthèse wird also von mehreren Gefahren bedroht: Anna und Christian sind immer noch nicht zurückgekehrt, man plant seinen Mord und die Indus ist von chinesischen Piraten besetzt, deren Anführer, der angebliche Kapitän der Tagal, Annas Onkel ist. Er will sich des Reichtums des Greises bemächtigen und heuerte so eine Gruppe Chinesen an, die sich unter die anderen Lohnarbeiter mischten. Er betrat als Kapitän der untergegangenen Tagal die Indus, nahm sie ein, brachte die chinesischen Lohnarbeiter nach San Francisco und heuerte erfahrene Piraten an.
Mit dieser Besatzung und der maskierten Indus fahren sie sodann in Richtung Korallenmeer. Dort angekommen, liefern sich die aufeinandertreffenden Schiffe einen Kampf, währenddessen wird das „Große Werk“ durch einen neuen Vulkanausbruch und fliegende Kugeln zerstört. Roger Adams, der Kapitän Van Schouten und der Hindu-Prinz werden von einer Granate getötet. Die Indus wird versenkt.
Ein weiterer Ausbruch zerstört alles außer der künstlichen Erde des Atolls, auf den sich die Überlebenden retten wollen. Auch M. Synthèse wird dorthin gebracht. Er geht über die künstliche Insel und betrachtet sein zerstörtes Werk, als er plötzlich das Weinen eines Kindes hört. Er findet ein kleines, dunkelhäutiges Kind, das für ihn die letzte Stufe seines „Großen Werkes“ ist und bricht zusammen.
Die überlebenden Piraten und Mannschaftsmitglieder der Gange und der Anna sitzen ohne Nahrung und Trinkwasser zwischen den Felsen der künstlichen Insel. Am dritten Tag erreicht Christian das Atoll und lässt alle Mitglieder der Anna und der Gange an Bord bringen. Eine Erschütterung auf dem Meeresboden zerbricht das künstliche Atoll und lässt so die letzten Piraten umkommen. M Synthèse sieht dies und weist, bevor er in eine Apathie verfällt, Anna Christian als Ehemann zu.

## Ausgabe
- Louis Boussenard: Les Secrets de M. Synthèse. Paris: C. Marpon / F. Flammarion, Jahr unbekannt. Serie: Les Grandes aventures, Nr. 9.